# Georges Moreel
Georges Moreel (* 22. Juli 1924 in Gennevilliers; † 4. Dezember 2003 in Argenteuil) war ein französischer Fußballspieler.

## Vereinskarriere
Der 176 Zentimeter große Moreel spielte in seiner Jugendzeit bei einem Amateurverein namens USA Clichy und trat im jungen Erwachsenenalter im Trikot des FEC Levallois an, wobei beide Vereine in der Umgebung von Paris angesiedelt waren. Im Jahr 1945 gelang ihm der Wechsel von Levallois hin zum Zweitligisten CA Paris, was dem Sprung in den Profifußball gleichkam. Mit dem Hauptstadtklub trat er 1945/46 zur ersten Saison nach dem Ende des Zweiten Weltkriegs an und avancierte in deren Verlauf mit damals 21 Jahren zum Stammspieler. Beheimatet war er dabei in der Regel im Sturmzentrum, auch wenn er später zusätzlich Erfahrungen auf dem linken Flügel sammeln konnte. Er machte sich als Torjäger sofort einen Namen und kam in seinem ersten Profijahr auf 13 Treffer, was ihm 1946 einen Wechsel zum in der ersten Liga antretenden Stadtrivalen Racing Paris ermöglichte.
Bei Racing fügte er sich zu einer Zeit, in der Ein- und Auswechslungen noch nicht möglich waren, von Beginn an fest in die erste Elf ein und konnte mit 14 Toren in seinem ersten Erstligajahr an die vorherigen Erfolge anknüpfen, obwohl er mit der Mannschaft gegen den Abstieg zu kämpfen hatte. In den nachfolgenden Spielzeiten stabilisierte sich die Tabellensituation der Pariser jedoch und sie konnten sich im Mittelfeld halten, während Moreel selbst mit 18 bzw. 19 Saisontoren zwischen 1947 und 1949 zu den besten Torschützen Frankreichs zählte, wobei er 1948 Rang acht und 1949 Rang sieben in der Statistik einnahm. Darüber hinaus schaffte er mit seinem Team den Einzug ins nationale Pokalfinale 1949, bei dem er trotz eigener Torlosigkeit dank eines 5:2-Siegs gegen den OSC Lille den ersten Titel seiner Laufbahn gewinnen konnte. Dem hätte 1950 für die Mannschaft der zweite Gewinn der Pokaltrophäe hintereinander folgen können, was allerdings aufgrund einer 0:2-Niederlage gegen Stade Reims nicht gelang; obwohl er weiterhin bei der großen Mehrzahl der Begegnungen auf dem Platz stand, verpasste Moreel dieses zweite Finale. Vor allem aufgrund taktischer Umstellungen, durch die er auch auf dem linken Flügel und im offensiven Mittelfeld aufgeboten wurde, verlor er ab 1950 seine Bedeutung als Torjäger und blieb danach jeweils unter der Marke von zehn Treffern, während er diese zuvor stets überschritten hatte. 1952 kehrte er Racing Paris nach sechs Jahren den Rücken und unterschrieb beim südfranzösischen Ligarivalen Olympique Marseille.
Bei Marseille musste Moreel den gesamten Herbst 1952 über pausieren, etablierte sich aber von Januar 1953 an als Stammkraft im Team. Dies war von kurzer Dauer, da er bei einer Partie gegen den CO Roubaix-Tourcoing am 17. Mai 1953 sein letztes Spiel in der höchsten nationalen Liga bestritt und anschließend seine Laufbahn wegen einer anhaltenden Knieverletzung beenden musste. Der zum Zeitpunkt des Karriereendes 28-Jährige hatte bis dahin 178 Erstligapartien mit 81 Toren sowie 24 Zweitligapartien mit 13 Toren bestritten.

## Nationalmannschaft
Moreel war 24 Jahre alt, als er am 22. Mai 1949 gegen England im Trikot der französischen Nationalmannschaft debütierte. Bei dem Freundschaftsspiel war er direkt in der ersten Spielminute als Torschütze erfolgreich, doch konnte er eine 1:3-Niederlage seiner Mannschaft im weiteren Verlauf der Partie nicht abwenden. Danach wurde er kein weiteres Mal für die Nationalelf berücksichtigt.